# Om en Bij

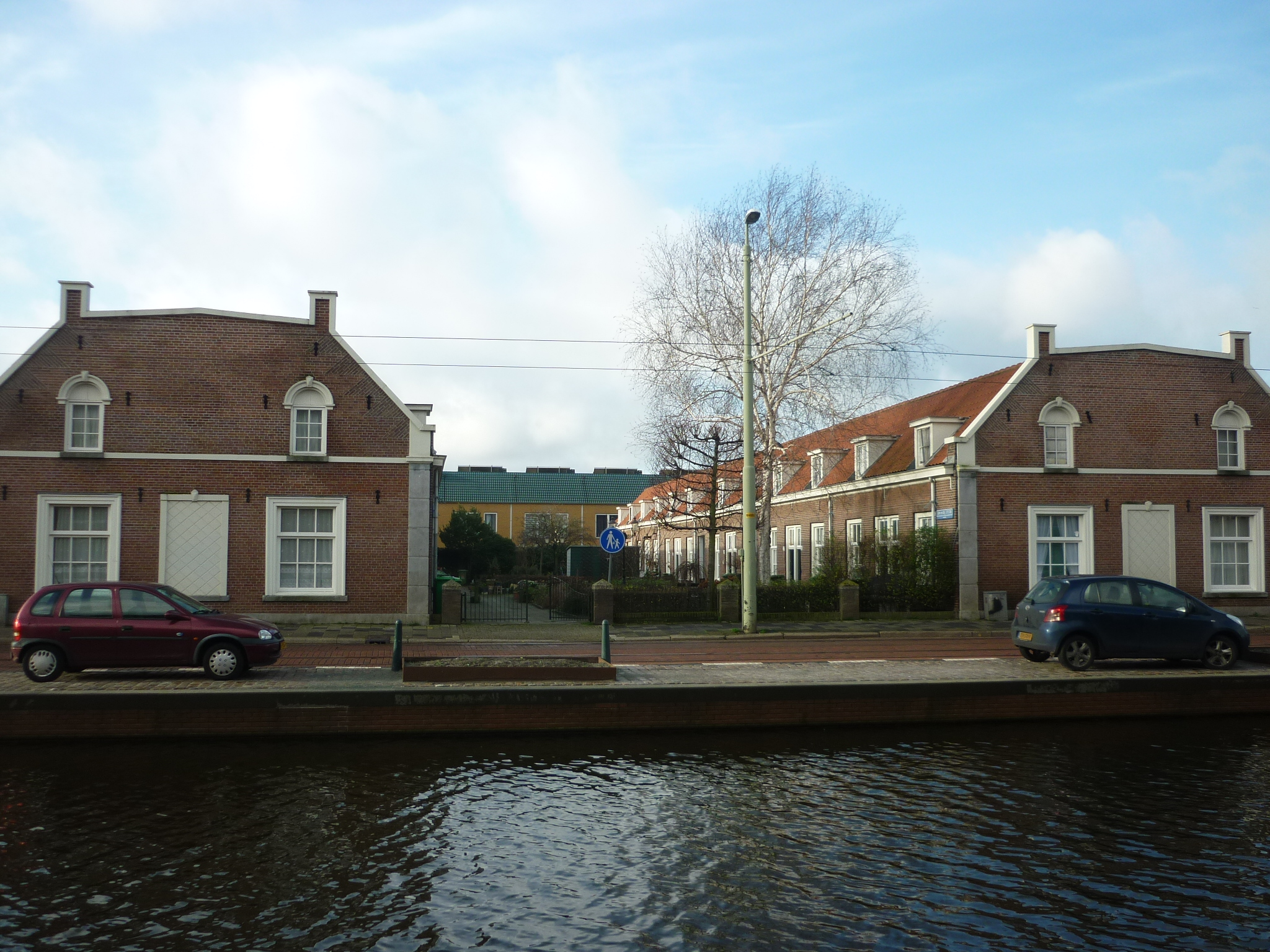
Om en Bij 27-38, Den Haag

Om en Bij is een kade en hofje  in Den Haag. De kade verbindt de Zuidwal en het Buitenom.
De naam dateert uit de eerste helft van de 19de eeuw. In 1810 werd een landhuis met de naam Om en Nabij verkocht. Dit landhuis lag aan de Zuid-West Singelgracht,  maakt deel uit van de voormalige Haagse grachtengordel en toen ook wel Om en Bij genoemd werd. Het huis had een koepel, een schuur en bloemen- en moestuinen.
Rond 1840 werd het huis afgebroken en vervangen door 120 diaconiehuisjes in de vorm van een hofje. Het waren vijf dubbele rijen van 12 huisjes (nrs 15-26, 27-50, 51-74, 75-98 en 99-112 en 116), gebouwd naar ontwerp van architect A Wijsman. De begane grond had een voordeur met daarnaast een negenruitsraam, onder het zadeldak was een zolder met een dakkapel met een vierruitsraam. Alle huisjes hebben aan de voorkant een tuintje.
In 1882 werd een rijtje huizen aan het bestaande hofje toegevoegd (nrs 3-14).
Inmiddels zijn enkele rug aan rug liggende huisjes doorgebroken.
Naast het hofje, op Om en Bij nummer 2, bevindt zich de Lukaskerk.